# ستايكل
ستايكل (بالإنجليزية: Staicele)‏ هي منطقة سكنية تقع في لاتفيا في Limbaži District. يقدر عدد سكانها بـ 1,192 نسمة ومساحتها 258.23 كم2 .

## توأمة
لستايكل اتفاقيات توأمة مع كل من:
- بوسك
- Komárovce [الإنجليزية]‏
- Luka nad Jihlavou [الإنجليزية]‏
- شتوركو